# Sentenac-d'Oust
 Sentenac-d'Oust  là một xã ở tỉnh Ariège, thuộc vùng Occitanie ở phía tây nam nước Pháp.